# Songs for the Saints
«Songs for the Saints» — семнадцатый студийный альбом американского кантри-певца Кенни Чесни, выпущенный 27 июля 2018 года на лейбле Blue Chair/Warner Bros. Nashville.

## Об альбоме
Одна из тем альбома это ураган Ирма, который разрушил дом Чесни на острове Сент-Джоне из состава Виргинских Островов (США). Поступления от альбома будут пожертвованы фондам помощи пострадавшим от урагана «Ирма».
Альбом получил положительные отзывы музыкальной критики и интернет-зданий: Annie Reuter из Sounds Like Nashville («сердечная и яркая лирика»), Glenn Gamboa из Newsday, Стивен Томас Эрлевайн из Allmusic («одна из лучших записей Чесни»).
Songs for the Saints дебютировал на позиции № 2 в Billboard 200 с тиражом 77,000 альбомных экв. единиц, включая 65,000 истинных альбомных продаж. Для Чесни это его 15-й подряд альбом, попавший в лучшую десятку top-10 в США. Среди кантри-музыкантов больше только у таких исполнителей как Джордж Стрейт (20), Гарт Брукс (19) и Tim McGraw (18).
11 августа 2018 года альбом Songs for the Saints возглавил Top Country Albums в 16-й раз в карьере Кенни Чесни (также он в 10-й раз стал № 1 в Top Album Sales и дебютировал на позиции № 2 в объединённом Billboard 200). Прошлый раз на вершине был альбом Cosmic Hallelujah (2016). С 16 альбомами-чарттопперами в Top Country Albums Чесни делит четвёртое  место с Merle Haggard (16) и Tim McGraw (16) за всю 55-летнюю историю этого чарта. Лидируют по этому показателю George Strait (26), Garth Brooks (17) и Willie Nelson (17). Пятым идёт Alan Jackson (15).

## Список композиций
1. «Songs for the Saints» (Чесни, Tom Douglas, Scooter Carusoe) — 3:38
2. «Every Heart» (Шейн Маканалли, Джош Осборн) — 3:54
3. «Get Along» (McAnally, Osborne, Ross Copperman) — 3:19
4. «Pirate Song» (Чесни, Jon Randall) — 4:18
5. «Love for Love City» (Чесни, Carusoe) — 3:49
  - при участии Зигги Марли
6. «Ends of the Earth» (Бен Шнайдер) — 4:24
7. «Gulf Moon» (John Baumann) — 3:18
8. «Island Rain» (Чесни, Mac McAnally) — 4:27
9. «Trying to Reason With Hurricane Season» (Джимми Баффетт) — 4:09
  - при участии Джимми Баффетта
10. «We’re All Here» (Чесни, Casey Beathard, David Lee Murphy) — 4:15
11. «Better Boat» (Travis Meadows, Лиз Роуз) — 3:44
  - при участии Mindy Smith

## Позиции в чартах
| Чарт (2018)                              | Высшая позиция |
| ---------------------------------------- | -------------- |
| Австралия (Australian Albums, ARIA)      | 51             |
| Канада (Canadian Albums Chart)           | 8              |
| Шотландия (Scottish Albums Chart)        | 92             |
| Швейцария (Schweizer Hitparade)          | 91             |
| Великобритания (UK Country Albums Chart) | 4              |
| США, Billboard 200                       | 2              |
| США (Billboard Top Country Albums)       | 1              |

## Сертификации
| Регион                                                                      | Сертификация | Продажи |
| --------------------------------------------------------------------------- | ------------ | ------- |
| США (RIAA)                                                                  | Золотой      | 500 000 |
| Данные о продажах + прослушиваниях приведены только на основе сертификации. |              |         |